# Joseph Salvador
Joseph Salvador ou José Salvador (1716 – 1786) foi o primeiro judeu e luso-descendente a exercer o cargo de Director da Companhia das Índias Orientais, cerca de 1753. Era descendente de judeus portugueses da cidade de Tomar, que haviam escapado a Inquisição emigrando primeiro para os Países Baixos, depois para Londres, Inglaterra.
Salvador era lider da comunidade de Judeus Sefarditas de língua portuguesa de Londres.
Foi um proeminente e afluente mercador e empresário, emprestou avultadas quantias ao governo inglês e foi escolhido para representar a comunidade judaica junto ao Rei Jorge III de Inglaterra.
Reconhecendo o potencial dos Estados Unidos como refugio para os judeus, patronizou a passagem de pelo menos 42 correligionários para a Geórgia, onde fundariam uma comunidade judaica em Savannah, além de ter adquirido ele próprio uma propriedade na Carolina do Sul. Esta que seria ocupada pelo seu bisneto Francis Salvador, proeminente patriota americano.
Ele ficou arruinado pelo terramoto de 1755 em Lisboa, cidade em que tinha investimentos consideráveis, e pela falência da sua companhia pouco depois.